# Addys Ægteskab
Addys Ægteskab er en stumfilm, der er instrueret af Karl Mantzius.